# Padaczka miokloniczna niemowląt
Padaczka miokloniczna niemowląt (MEI – myoclonic epilepsy in infacy) – padaczka okresu niemowlęcego. Występuje od 2 do 6 roku życia. Ustępuje w wieku około 6 lat. Chorują na nią głównie chłopcy. 

## Obraz kliniczny
- napady miokloniczne – dotyczą głównie głowy (head nodding), gałek ocznych, kończyn, zazwyczaj górnych, jeśli dotyczą dolnych powodują nagłe upadki (u niemowląt, które przyjmują już pozycję stojącą)[2],
- napady miokloniczno-atoniczne (sporadycznie),
- w 30% występowały drgawki gorączkowe,
- napady mogą być stymulowane dźwiękiem lub hałasem[2],
- bez odchyleń w badaniu neurologicznym[1].

## Badania dodatkowe
EEG: prawidłowa czynność podstawowa, mioklonie związane z uogólnionymi wyładowaniami iglic i wieloiglic. 